# Derek Leckenby

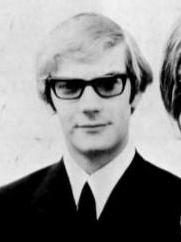
Derek Leckenby, 1968.

Derek Leckenby, född 14 maj 1943 i Leeds, England, död 4 juni 1994 i Manchester, England, var en brittisk gitarrist och låtskrivare. Leckenby var en av medlemmarna i popgruppen Herman's Hermits där han spelade sologitarr. Leckenby spelar på de flesta av gruppens kända hitsinglar, men vid vissa tillfällen användes studiomusiker för inspelningarna. Leckenby uttalade sig senare om detta och menade att han spelar på fler av gruppens inspelningar än vad som ofta angetts. Han var även med och komponerade några av gruppens b-sidor och albumspår.
Leckenby avled i cancer 1994.